# Medaller dels Jocs Olímpics d'hivern de 1972
El medaller dels Jocs Olímpics d'Hivern de 1972 presenta totes les medalles lliurades als esportistes guanyadors de les proves disputades en aquest esdeveniment, realitzat entre els dies 3 i 13 de febrer de 1972 a la ciutat de Sapporo (Japó).
Les medalles apareixen agrupades pels Comitès Olímpics Nacionals participants i s'ordenen de forma decreixent comptant les medalles d'or obtingudes; en cas d'haver empat, s'ordena d'igual forma comptant les medalles de plata i, en cas de mantenir-se la igualtat, es compten les medalles de bronze. Si dos equips tenen la mateixa quantitat de medalles d'or, plata i bronze, es llisten en la mateixa posició i s'ordenen alfabèticament.
En aquests Jocs la Unió Soviètica tornà a ser la dominadora del medaller després del segon lloc aconseguit en els anteriors Jocs. Aconseguiren la seva primera medalla d'or en uns Jocs Olímpics d'hivern els comitès d'Espanya (que fou la seva primera medalla olímpica), el Japó i Polònia.

## Medaller
| Jocs Olímpics d'hivern de 1972 | Jocs Olímpics d'hivern de 1972 | Jocs Olímpics d'hivern de 1972 | Jocs Olímpics d'hivern de 1972 | Jocs Olímpics d'hivern de 1972 | Anells Olímpics |
| Posició                        | CON                            | Or                             | Plata                          | Bronze                         | Total           |
| 1                              | Unió Soviètica                 | 8                              | 5                              | 3                              | 16              |
| 2                              | RDA                            | 4                              | 3                              | 7                              | 14              |
| 3                              | Suïssa                         | 4                              | 3                              | 3                              | 10              |
| 4                              | Països Baixos                  | 4                              | 3                              | 2                              | 9               |
| 5                              | Estats Units                   | 3                              | 2                              | 3                              | 8               |
| 6                              | RFA                            | 3                              | 1                              | 1                              | 5               |
| 7                              | Noruega                        | 2                              | 5                              | 5                              | 12              |
| 8                              | Itàlia                         | 2                              | 2                              | 1                              | 5               |
| 9                              | Àustria                        | 1                              | 2                              | 2                              | 5               |
| 10                             | Suècia                         | 1                              | 1                              | 2                              | 4               |
| 11                             | Japó                           | 1                              | 1                              | 1                              | 3               |
| 12                             | Txecoslovàquia                 | 1                              | 0                              | 2                              | 3               |
| 13                             | Espanya                        | 1                              | 0                              | 0                              | 1               |
| 13                             | Polònia                        | 1                              | 0                              | 0                              | 1               |
| 15                             | Finlàndia                      | 0                              | 4                              | 1                              | 5               |
| 16                             | França                         | 0                              | 1                              | 2                              | 3               |
| 17                             | Canadà                         | 0                              | 1                              | 0                              | 1               |
| Total                          | Total                          | 36                             | 34                             | 35                             | 105             |